# 君のまま
「君のまま」（きみのまま）は、日本のラッパーである百足と韻マンが結成したユニット、百足&韻マンが2023年2月19日に配信リリースした楽曲。

## 背景
「君のまま」は、ラブソングとして制作された。楽曲自体はリリースの約3年前に完成していた曲で、元々は「今の方が」、「誰のせいに」のレコーディング時に余った1時間を使いノリで作った曲であった。リリースにあたり、韻マンのヴァースの録り直しが行われている。リリース後、ストリーミングを中心にヒットすることとなるが、ヒットしたのが不思議であったと百足が語っている。尚、リリースより前の2022年12月にミュージック・ビデオが公開されていた。

## 記録
リリース後、LINE MUSICやApple Musicの週間ソング・ランキング、Spotifyのバイラルチャートで1位を獲得。
2023年3月1日に公開されたBillboard Japan Streaming Songsでは4位に初登場。チャートイン3週目には最高位となる2位を記録。チャートイン16週目で、Billboard JAPANチャートにおけるストリーミングの累計再生回数1億回を突破した。

## 収録曲
| #         | タイトル     | 作詞         | 作曲            | 時間 |
| --------- | ------------ | ------------ | --------------- | ---- |
| 1.        | 「君のまま」 | 百足, 韻マン | @thekontrabandz | 2:57 |
| 合計時間: | 合計時間:    | 合計時間:    | 合計時間:       | 2:57 |

## テレビ出演
| 番組名              | 日付         | 放送局 | 演奏曲   | 出典   |
| ------------------- | ------------ | ------ | -------- | ------ |
| CDTVライブ! ライブ! | 2023年3月6日 | TBS    | 君のまま | [ 10 ] |